# Institut supérieur pédagogique et technique de Mweka
 (juin 2013).
Si vous disposez d'ouvrages ou d'articles de référence ou si vous connaissez des sites web de qualité traitant du thème abordé ici, merci de compléter l'article en donnant les références utiles à sa vérifiabilité et en les liant à la section « Notes et références ».
L’Institut supérieur pédagogique et technique de Mweka est un établissement public d'enseignement supérieur et universitaire de la république démocratique du Congo créé en 2011 dans la province du Kasaï-Occidental.

## Historique
Sur l'initiative du leader du territoire de Mweka, le professeur Évariste Boshab[réf. nécessaire], l'institut supérieur pédagogique et technique de Mweka a été créé par l’arrêté ministériel N°332/MINESU/CAB.MIN/MML/CB/RB/2011 du 18 octobre 2011.